# 1. Fußball-Club Köln 01/07 1980-1981
Questa voce raccoglie le informazioni riguardanti il 1. Fußball-Club Köln 01/07 nelle competizioni ufficiali della stagione 1980-1981.

## Stagione
Nella stagione 1980-1981 il Colonia, allenato da Karl-Heinz Heddergott, Rolf Herings e Rinus Michels, concluse il campionato di Bundesliga al 8º posto. In Coppa di Germania il Colonia fu eliminato al secondo turno dal Friburgo. In Coppa UEFA il Colonia fu eliminato in semifinale dall'Ipswich Town.

## Rosa
| N. |                     | Ruolo | Calciatore        |
| -- | ------------------- | ----- | ----------------- |
|    | Germania (bandiera) | P     | Gerald Ehrmann    |
|    | Germania (bandiera) | P     | Wolfgang Mattern  |
|    | Germania (bandiera) | P     | Toni Schumacher   |
|    | Germania (bandiera) | D     | Bernd Cullmann    |
|    | Germania (bandiera) | D     | Roland Gerber     |
|    | Germania (bandiera) | D     | Heinrich Kerscher |
|    | Germania (bandiera) | D     | Hermann Knöppel   |
|    | Germania (bandiera) | D     | Harald Konopka    |
|    | Germania (bandiera) | D     | Dieter Prestin    |
|    | Germania (bandiera) | D     | Gerd Strack       |
|    | Germania (bandiera) | D     | Holger Willmer    |
|    | Germania (bandiera) | C     | Rainer Bonhof     |

| N. |                        | Ruolo | Calciatore         |
| -- | ---------------------- | ----- | ------------------ |
|    | Svizzera (bandiera)    | C     | René Botteron      |
|    | Germania (bandiera)    | C     | Stefan Engels      |
|    | Germania (bandiera)    | C     | Thomas Kroth       |
|    | Germania (bandiera)    | C     | Hans-Peter Lipka   |
|    | Germania (bandiera)    | C     | Pierre Littbarski  |
|    | Germania (bandiera)    | C     | Jürgen Willkomm    |
|    | Germania (bandiera)    | C     | Herbert Zimmermann |
|    | Germania (bandiera)    | A     | Frank Hartmann     |
|    | Germania (bandiera)    | A     | Klaus Kösling      |
|    | Germania (bandiera)    | A     | Dieter Müller      |
|    | Germania (bandiera)    | A     | Rudi Müller        |
|    | Inghilterra (bandiera) | A     | Tony Woodcock      |

## Organigramma societario
Area tecnica
- Allenatore: Rinus Michels
- Allenatore in seconda: Rolf Herings
- Preparatore dei portieri: Rolf Herings
- Preparatori atletici:

## Calciomercato

### Sessione estiva
| Acquisti | Acquisti         | Acquisti       | Acquisti |
| R.       | Nome             | da             | Modalità |
| -------- | ---------------- | -------------- | -------- |
| C        | Rainer Bonhof    | Valencia       |          |
| C        | René Botteron    | Zurigo         |          |
| A        | Frank Hartmann   | Colonia II     |          |
| C        | Hans-Peter Lipka | Borussia Brand |          |
| A        | Rudi Müller      | Wuppertal      |          |

| Cessioni | Cessioni         | Cessioni         | Cessioni |
| R.       | Nome             | a                | Modalità |
| -------- | ---------------- | ---------------- | -------- |
| C        | Yasuhiko Okudera | Hertha Berlino   |          |
| C        | Bernd Schuster   | Barcellona       |          |
| C        | Ralf Aussem      | Viktoria Colonia |          |
| C        | Jürgen Mohr      | Hertha Berlino   |          |
| C        | Herbert Neumann  | Udinese          |          |

### Sessione invernale
| Acquisti | Acquisti | Acquisti | Acquisti |
| R.       | Nome     | da       | Modalità |
| -------- | -------- | -------- | -------- |

| Cessioni | Cessioni | Cessioni | Cessioni |
| R.       | Nome     | a        | Modalità |
| -------- | -------- | -------- | -------- |

## Risultati

### Bundesliga

#### Girone di andata
| Arbitro: | Walz |

|                           |           |                                                       |
| Sackewitz 22’ (rig.), 87’ | Marcatori | 21’ Littbarski 53’ Woodcock 60’ Kroth 83’, 90’ Müller |

| Arbitro: | Eschweiler |

|              |           |            |
| Woodcock 90’ | Marcatori | 63’ Økland |

| Arbitro: | Luca |

|                                         |           |  |
| Klotz 43’ Hattenberger 51’ Allgöwer 69’ | Marcatori |  |

| Arbitro: | Klauser |

|  |           |                                        |
|  | Marcatori | 43’ (rig.) Kaltz 65’ Groh 68’ Hrubesch |

| Arbitro: | Ohmsen |

|                 |           |            |
| Völler 43’, 70’ | Marcatori | 38’ Müller |

| Arbitro: | Clajus |

|                           |           |                     |
| Littbarski 42’ Müller 59’ | Marcatori | 35’ Blau 66’ Kaczor |

| Arbitro: | Waltert |

|                                          |           |                                           |
| Grillemeier 34’ Gores 83’ Steininger 87’ | Marcatori | 47’, 60’ Müller 52’ Strack 71’ Littbarski |

| Arbitro: | Niebergall |

|                        |           |                                  |
| Prestin 11’ Strack 53’ | Marcatori | 21’ (rig.) Volkert 35’ Oberacher |

| Arbitro: | Messmer |

|                                         |           |            |
| Geye 12’, 86’ Riedl 20’ Funkel 63’, 76’ | Marcatori | 74’ Müller |

| Arbitro: | Heitmann |

|                                                       |           |  |
| Bonhof 23’ (rig.), 44’ (rig.) Woodcock 62’ Müller 79’ | Marcatori |  |

| Arbitro: | Redelfs |

|                                                         |           |  |
| Gerber 9’ Woodcock 11’ Littbarski 44’ Botteron 53’, 75’ | Marcatori |  |

| Arbitro: | Klauser |

|                        |           |  |
| Hannes 29’ (rig.), 40’ | Marcatori |  |

| Arbitro: | Horstmann |

|                                        |           |  |
| Botteron 22’ Littbarski 41’ Engels 65’ | Marcatori |  |

| Arbitro: | Aldinger |

|               |           |           |
| Dürnberger 3’ | Marcatori | 9’ Strack |

| Arbitro: | Roth |

|                         |           |                 |
| Engels 20’ Woodcock 84’ | Marcatori | 62’ Burgsmüller |

| Düsseldorf 6 dicembre 1980, ore 15:30 CET 16ª giornata | Fortuna Düsseldorf | 0 – 0 referto | Colonia | Rheinstadion (10 564 spett.)\| Arbitro: \| Linn \| |
| Arbitro:                                               | Linn               |               |         |                                                    |

| Arbitro: | Joos |

|  |           |                      |
|  | Marcatori | 53’ Elgert 60’ Opitz |

#### Girone di ritorno
| Arbitro: | Tritschler |

|            |           |  |
| Müller 38’ | Marcatori |  |

| Arbitro: | Hennig |

|            |           |            |
| Økland 46’ | Marcatori | 68’ Engels |

| Arbitro: | Horeis |

|                                           |           |            |
| Greiner 25’ (aut.) Müller 32’ Konopka 80’ | Marcatori | 21’ Kelsch |

| Arbitro: | Walz |

|                          |           |  |
| Hartwig 31’ Hrubesch 86’ | Marcatori |  |

| Arbitro: | Hontheim |

|                              |           |             |
| Müller 2’, 6’ Bonhof 5’, 20’ | Marcatori | 37’ Năstase |

| Arbitro: | Föckler |

|          |           |              |
| Blau 76’ | Marcatori | 53’ Woodcock |

| Arbitro: | Engel |

|            |           |  |
| Bonhof 21’ | Marcatori |  |

| Arbitro: | Clajus |

|                               |           |            |
| Hintermaier 67’ Oberacher 75’ | Marcatori | 32’ Müller |

| Arbitro: | Aldinger |

|                 |           |                    |
| Müller 28’, 62’ | Marcatori | 43’ Geye 71’ Wendt |

| Arbitro: | Schmidhuber |

|          |           |            |
| Bold 76’ | Marcatori | 37’ Engels |

| Arbitro: | Roth |

|                                                     |           |  |
| Pezzey 42’ Nachtweih 45’ Hölzenbein 61’, 65’ (rig.) | Marcatori |  |

| Arbitro: | Waltert |

|                             |           |                         |
| Cullmann 47’ Littbarski 53’ | Marcatori | 5’, 73’ Nickel 50’ Rahn |

| Arbitro: | Joos |

|  |           |            |
|  | Marcatori | 67’ Müller |

| Arbitro: | Redelfs |

|  |           |                                               |
|  | Marcatori | 9’ (rig.) Breitner 15’ Hoeneß 75’ Niedermayer |

| Arbitro: | Pauly |

|                      |           |                         |
| Geyer 14’ Votava 86’ | Marcatori | 12’ Knöppel 65’ Willmer |

| Arbitro: | Horstmann |

|             |           |                              |
| Willmer 89’ | Marcatori | 27’ (rig.) Allofs 56’ Allofs |

| Arbitro: | Roth |

|            |           |                       |
| Elgert 71’ | Marcatori | 12’ Engels 31’ Müller |

### Coppa di Germania
| Arbitro: | Puchalski |

|  |           |                                                                |
|  | Marcatori | 3’, 45’ Müller 17’ Strack 48’ Botteron 55’ Cullmann 78’ Bonhof |

| Arbitro: | Reichmann |

|              |           |                |
| Woodcock 56’ | Marcatori | 51’ Dörflinger |

| Arbitro: | Engel |

|                                       |           |              |
| Piller 11’ Dörflinger 45’ Wöhrlin 67’ | Marcatori | 35’ Cullmann |

### Coppa UEFA
| Arbitro: | Haughley |

|  |           |                                                |
|  | Marcatori | 50’ Kroth 59’ Littbarski 77’ Müller 80’ Strack |

| Arbitro: | Månsson |

|                                                  |           |  |
| Engels 27’ Müller 34’, 74’, 83’, 86’ Okudera 90’ | Marcatori |  |

| Arbitro: | Corver |

|  |           |           |
|  | Marcatori | 44’ Quini |

| Arbitro: | Partridge |

|  |           |                                                 |
|  | Marcatori | 41’ Strack 46’ Engels 63’ Littbarski 70’ Müller |

| Arbitro: | Eriksson |

|                                    |           |             |
| Müller 22’, 35’ (rig.) Förster 53’ | Marcatori | 17’ Konopka |

| Arbitro: | Butenko |

|                                          |           |                    |
| Müller 24’ Strack 62’, 86’ Woodcock 107’ | Marcatori | 85’ (aut.) Konopka |

| Liegi 4 marzo 1981 Quarti di finale | Standard Liegi | 0 – 0 referto | Colonia | Stade Sclessin (42 000 spett.)\| Arbitro: \| Christov \| |
| Arbitro:                            | Christov       |               |         |                                                          |

| Arbitro: | Carpenter |

|                                             |           |                            |
| Müller 30’ Bonhof 70’ (rig.) Littbarski 87’ | Marcatori | 43’ Graf 65’ Vandersmissen |

| Arbitro: | Castillo |

|          |           |  |
| Wark 35’ | Marcatori |  |

| Arbitro: | Palotai |

|  |           |             |
|  | Marcatori | 64’ Butcher |

## Statistiche

### Statistiche di squadra
| Competizione      | Punti | In casa | In casa | In casa | In casa | In casa | In casa | In trasferta | In trasferta | In trasferta | In trasferta | In trasferta | In trasferta | Totale | Totale | Totale | Totale | Totale | Totale | DR  |
| Competizione      | Punti | G       | V       | N       | P       | Gf      | Gs      | G            | V            | N            | P            | Gf           | Gs           | G      | V      | N      | P      | Gf     | Gs     | DR  |
| ----------------- | ----- | ------- | ------- | ------- | ------- | ------- | ------- | ------------ | ------------ | ------------ | ------------ | ------------ | ------------ | ------ | ------ | ------ | ------ | ------ | ------ | --- |
| Bundesliga        | 34    | 17      | 8       | 4       | 5       | 33      | 23      | 17           | 4            | 6            | 7            | 21           | 32           | 34     | 12     | 10     | 12     | 54     | 55     | -1  |
| Coppa di Germania | -     | 1       | 0       | 1       | 0       | 1       | 1       | 2            | 1            | 0            | 1            | 7            | 3            | 3      | 1      | 1      | 1      | 8      | 4      | +4  |
| Coppa UEFA        | -     | 5       | 3       | 0       | 2       | 13      | 5       | 5            | 2            | 1            | 2            | 9            | 4            | 10     | 5      | 1      | 4      | 22     | 9      | +13 |
| Totale            | 34    | 23      | 11      | 5       | 7       | 47      | 29      | 24           | 7            | 7            | 10           | 37           | 39           | 47     | 18     | 12     | 17     | 84     | 68     | +16 |

### Andamento in campionato
| Giornata  | 1 | 2 | 3 | 4  | 5  | 6  | 7  | 8  | 9  | 10 | 11 | 12 | 13 | 14 | 15 | 16 | 17 | 18 | 19 | 20 | 21 | 22 | 23 | 24 | 25 | 26 | 27 | 28 | 29 | 30 | 31 | 32 | 33 | 34 |
| --------- | - | - | - | -- | -- | -- | -- | -- | -- | -- | -- | -- | -- | -- | -- | -- | -- | -- | -- | -- | -- | -- | -- | -- | -- | -- | -- | -- | -- | -- | -- | -- | -- | -- |
| Luogo     | T | C | T | C  | T  | C  | T  | C  | T  | C  | C  | T  | C  | T  | C  | T  | C  | C  | T  | C  | T  | C  | T  | C  | T  | C  | T  | T  | C  | T  | C  | T  | C  | T  |
| Risultato | V | N | P | P  | P  | N  | V  | N  | P  | V  | V  | P  | V  | N  | V  | N  | P  | V  | N  | V  | P  | V  | N  | V  | P  | N  | N  | P  | P  | V  | P  | N  | P  | V  |
| Posizione | 1 | 5 | 9 | 12 | 14 | 14 | 13 | 12 | 13 | 11 | 8  | 9  | 7  | 7  | 7  | 7  | 7  | 7  | 7  | 6  | 8  | 6  | 6  | 6  | 6  | 6  | 7  | 7  | 9  | 8  | 9  | 9  | 9  | 8  |

Legenda:

Luogo: C = Casa; T = Trasferta. Risultato: V = Vittoria; N = Pareggio; P = Sconfitta.

### Statistiche dei giocatori
| Giocatore     | Bundesliga | Bundesliga | Bundesliga  | Bundesliga | Coppa di Germania | Coppa di Germania | Coppa di Germania | Coppa di Germania | Coppa UEFA | Coppa UEFA | Coppa UEFA  | Coppa UEFA | Totale   | Totale | Totale      | Totale     |
| Giocatore     | Presenze   | Reti       | Ammonizioni | Espulsioni | Presenze          | Reti              | Ammonizioni       | Espulsioni        | Presenze   | Reti       | Ammonizioni | Espulsioni | Presenze | Reti   | Ammonizioni | Espulsioni |
| ------------- | ---------- | ---------- | ----------- | ---------- | ----------------- | ----------------- | ----------------- | ----------------- | ---------- | ---------- | ----------- | ---------- | -------- | ------ | ----------- | ---------- |
| R. Bonhof     | 31         | 5          | 3           | 0          | 3                 | 1                 | 0                 | 0                 | 7          | 1          | 0           | 0          | 41       | 7      | 3           | 0          |
| R. Botteron   | 33         | 3          | 0           | 0          | 2                 | 1                 | 0                 | 0                 | 10         | 0          | 0           | 0          | 45       | 4      | 0           | 0          |
| B. Cullmann   | 29         | 1          | 2           | 0          | 2                 | 2                 | 0                 | 0                 | 8          | 0          | 0           | 0          | 39       | 3      | 2           | 0          |
| G. Ehrmann    | 0          | 0          | 0           | 0          | 0                 | 0                 | 0                 | 0                 | 0          | 0          | 0           | 0          | 0        | 0      | 0           | 0          |
| S. Engels     | 24         | 5          | 2           | 0          | 2                 | 0                 | 0                 | 0                 | 8          | 2          | 0           | 0          | 34       | 7      | 2           | 0          |
| R. Gerber     | 21         | 1          | 0           | 0          | 3                 | 0                 | 1                 | 0                 | 6          | 0          | 0           | 0          | 30       | 1      | 1           | 0          |
| F. Hartmann   | 8          | 0          | 1           | 0          | 3                 | 0                 | 0                 | 0                 | 1          | 0          | 0           | 0          | 12       | 0      | 1           | 0          |
| H. Kerscher   | 5          | 0          | 1           | 0          | 1                 | 0                 | 0                 | 0                 | 0          | 0          | 0           | 0          | 6        | 0      | 1           | 0          |
| H. Knöppel    | 3          | 1          | 0           | 0          | 0                 | 0                 | 0                 | 0                 | 0          | 0          | 0           | 0          | 3        | 1      | 0           | 0          |
| H. Konopka    | 24         | 1          | 4           | 0          | 1                 | 0                 | 0                 | 0                 | 8          | 1          | 0           | 0          | 33       | 2      | 4           | 0          |
| T. Kroth      | 19         | 1          | 0           | 0          | 1                 | 0                 | 0                 | 0                 | 6          | 1          | 0           | 0          | 26       | 2      | 0           | 0          |
| K. Kösling    | 0          | 0          | 0           | 0          | 0                 | 0                 | 0                 | 0                 | 0          | 0          | 0           | 0          | 0        | 0      | 0           | 0          |
| H. Lipka      | 0          | 0          | 0           | 0          | 0                 | 0                 | 0                 | 0                 | 0          | 0          | 0           | 0          | 0        | 0      | 0           | 0          |
| P. Littbarski | 32         | 6          | 3           | 0          | 3                 | 0                 | 0                 | 0                 | 9          | 3          | 0           | 0          | 44       | 9      | 3           | 0          |
| W. Mattern    | 0          | 0          | 0           | 0          | 0                 | 0                 | 0                 | 0                 | 0          | 0          | 0           | 0          | 0        | 0      | 0           | 0          |
| D. Müller     | 34         | 17         | 0           | 0          | 3                 | 2                 | 0                 | 0                 | 9          | 8          | 0           | 0          | 46       | 27     | 0           | 0          |
| R. Müller     | 3          | 0          | 0           | 0          | 0                 | 0                 | 0                 | 0                 | 0          | 0          | 0           | 0          | 3        | 0      | 0           | 0          |
| Y. Okudera    | 1          | 0          | 0           | 0          | 1                 | 0                 | 0                 | 0                 | 1          | 1          | 0           | 0          | 3        | 1      | 0           | 0          |
| D. Prestin    | 23         | 1          | 0           | 0          | 2                 | 0                 | 0                 | 0                 | 9          | 0          | 0           | 0          | 34       | 1      | 0           | 0          |
| T. Schumacher | 34         | 0          | 2           | 0          | 3                 | 0                 | 1                 | 0                 | 10         | 0          | 0           | 0          | 47       | 0      | 3           | 0          |
| B. Schuster   | 5          | 0          | 2           | 0          | 0                 | 0                 | 0                 | 0                 | 0          | 0          | 0           | 0          | 5        | 0      | 2           | 0          |
| G. Strack     | 22         | 3          | 3           | 0          | 2                 | 1                 | 0                 | 0                 | 9          | 4          | 0           | 0          | 33       | 8      | 3           | 0          |
| J. Willkomm   | 2          | 0          | 0           | 0          | 2                 | 0                 | 0                 | 0                 | 0          | 0          | 0           | 0          | 4        | 0      | 0           | 0          |
| H. Willmer    | 23         | 2          | 0           | 0          | 2                 | 0                 | 0                 | 0                 | 9          | 0          | 0           | 0          | 34       | 2      | 0           | 0          |
| T. Woodcock   | 29         | 6          | 1           | 1          | 3                 | 1                 | 0                 | 0                 | 10         | 1          | 0           | 0          | 42       | 8      | 1           | 1          |
| H. Zimmermann | 10         | 0          | 0           | 0          | 0                 | 0                 | 0                 | 0                 | 3          | 0          | 0           | 0          | 13       | 0      | 0           | 0          |